# Transformers: Age of Extinction
Transformers: Age of Extinction is een Amerikaanse sciencefiction-actiefilm in 3D en IMAX 3D uit 2014 geregisseerd door Michael Bay. De film is gebaseerd op de Transformers-franchise, en is het vierde deel uit de live-action transformers-filmserie. Dit is de eerste film met een volledig nieuwe cast, met Mark Wahlberg in de hoofdrol. In het vierde deel strijden de Autobots tegen de Decepticons en de Dinobots. De wereldpremière van de film was in Hongkong op 19 juni 2014. De film bracht in totaal 1.087.404.499 Amerikaanse dollar op en is hiermee de beste film in 2014.

## Verhaal
De film speelt vijf jaar na Transformers: Dark of the Moon. De transformers zijn verdwenen en de wereld is hersteld van de strijd. De film begint met de CIA die nu op alle overgebleven transformers jaagt en hen vermoordt, met de hulp van  Lockdown. Ze vinden ook de Autobot Ratchet. Lockdown wil hem laten leven, in ruil voor de locatie van Optimus Prime. Ratchet weigert en wordt vermoord, maar Lockdown gebruikt Ratchets spark om Optimus te lokaliseren. Ondertussen vinden monteur Cade Yeager en zijn maat Lucas Flannery een oude truck in een verlaten bioscoop. Hiermee rijden ze terug naar huis waar ook Cade's dochter Tessa woont. Ze willen kijken of ze de truck nog kunnen opknappen. Maar Cade komt er door het opladen van de accu achter dat het geen gewone truck is maar de transformer Optimus Prime. Op dat moment komen CIA-agenten de transformer opeisen. Shane Dyson, de vriend van Tessa die autocoureur is, komt op dat moment met zijn wagen langs en het viertal kan samen met Optimus Prime maar net ontsnappen aan de CIA-agenten. Flannery komt om het leven door een explosie. Hierdoor komen ook hun aartsrivalen de Decepticons terug. Ondertussen probeert een kleine groep wetenschappers onder leiding van Joshua Joyce hun eigen transformers te maken, met succes. Ze noemen hem Galvatron. 
Optimus roept alle overlevende Autobots bij elkaar om ze te waarschuwen voor de mensen. De enige die komen opdagen zijn een kleine groep autobots bestaande uit Bumblebee, Drift, Hound en Crosshairs.
De groep besluit Joshua een bezoekje te brengen, en komen erachter dat de wetenschappers al een leger van transformers hebben gebouwd. Optimus komt erachter dat Galvatron in werkelijk Megatron is, in een nieuw lichaam.
Als ze willen ontsnappen, worden ze achtervolgd door Galvatron en Stinger. Joshua komt erachter dat zijn transformers een eigen wil hebben. Dan komt Lockdown opdagen en neemt Optimus en Tessa gevangen. In ruil hiervoor krijgt de CIA een 'seed', waarmee ze heel veel nieuwe transformers kunnen maken.
Cade, Shane en de Autobots gaan Optimus en Tessa redden. Aan boord van het schip vinden ze hen al snel terug maar ze komen erachter dat Lockdowns schip over tien minuten de ruimte in gaat. Ze weten op het nippertje te ontsnappen.
Ondertussen gaat Joshua naar Beijing met de seed. Galvatron en de transformers van de CIA die hem nu volgen, willen de seed ook hebben om een leger Decepticons te maken. De Autobots gaan ook naar Beijing om de aarde opnieuw te redden van de Decepticons. 
Cade informeert Joshua over alles en die geeft de seed uiteindelijk aan de Autobots.
Optimus, Drift en Crosshairs storten neer met een deel van Lockdowns schip. Optimus rekruteert Grimlock en de dinobots om voor hem te vechten, terwijl Hound en Bumblebee vechten met de decipticons. De Autobots en Dinobots arriveren net op tijd en verslaan de Decepticons. Bumblebee doodt Stinger. Galvatron ontsnapt. Dan arriveert Lockdown en hij vecht tegen Optimus en Cade. Uiteindelijk weet Optimus Lockdown te doden en zo Ratchet en de andere afgeslachte Autobots te wreken. Na het gevecht vertrekken de Dinobots en gaat Optimus op zoek naar zijn makers. Hij laat de Autobots op Aarde om die te beschermen en neemt zelf de seed mee.

## Rolverdeling
| Acteur          | Personage            |
| --------------- | -------------------- |
| Mark Wahlberg   | Cade Yeager          |
| Nicola Peltz    | Tessa Yeager         |
| Stanley Tucci   | Joshua Joyce         |
| T.J. Miller     | Lucas Flannery       |
| Sophia Myles    | Darcy Tirrel         |
| Bingbing Li     | Su Yueming           |
| Kelsey Grammer  | Harold Attinger      |
| Thomas Lennon   | Stafchef             |
| Titus Welliver  | James Savoy          |
| Jack Reynor     | Shane Dyson          |
| Peter Cullen    | Optimus Prime (stem) |
| Frank Welker    | Galvatron (stem)     |
| John Goodman    | Hound (stem)         |
| Ken Watanabe    | Drift (stem)         |
| Robert Foxworth | Ratchet (stem)       |
| John DiMaggio   | Crosshairs (stem)    |
| Mark Ryan       | Lockdown (stem)      |
| Reno Wilson     | Brains (stem)        |